# Definition of Sound
A Definition of Sound egy Londoni hip-hop, elektronikus zenekar, mely Kevin Clark, Don Weeks tagokból áll, majd később csatlakozott hozzájuk Mike Spencer. A csapat 2. és 4. kislemeze a Wear Your Love Like Heaven 1991, és a Moira Jane's Café 1992, az Egyesült Királyság kislemezlistáján a Top 40-ben voltak helyezettek. A Moira Jane's Cafe az amerikai Billboard Hot Dance Club Play listáján 1992-ben az első helyen szerepelt.

## Karrier
Clark és Weeks először 1988-ban dolgoztak együtt a Top Billin nevű együttesben, és két dalt is megjelentettek Naturally és Straight From the Soul címmel, melyek a Dance Yard kiadó labelje alatt jelentek meg, mielőtt a Phonogramhoz szerződtek volna, ahol az első kislemez a My Thing/Surprise jelent meg 1990-ben. A csapat az Egyesült Királyságban a Circa Records kiadóhoz szerződött, míg az Államokban a Cardiac adta ki a megjelent lemezeket. A csapat ekkor változtatta meg a nevét Definion of Soundra, és megjelent első albumuk Love And Life: A Journey With The Chameleons címmel 1991-ben, melyről négy kislemez látott napvilágot, úgy mint a Now Is Tomorrow, Waar Your Love Like Heaven, Moria Jane's Cafe és a Dream Girl című dalok. A Now is Tomorrow és néhány album felvételein Elaine Vassel közreműködött. A Moira Jane's Cafe videóklipjét Mark Romanek rendezte.
Bár daluk nem került fel a Billboard Hot 100-as listára, a Now Is Tomorrow című dal a Hot 100-as Airplay listán így is 68. helyezett volt 1991-ben. A Moira Jane's Cafe az első rap felvételük az első helyezést érte el a Billboard Dance Charts listán. Ezek után elismerésben részesültek az amerikai szaktársaktól. Az album kedvező kritikákat kapott az angol és az amerikai kritikusoktól.
A zenekarnak két további albuma jelent meg. 1992-ben a The Lick és 1996-ban az Experience, melyeket különböző lemezkiadók jelentették meg. 1997-ben három promóciós kislemez jelent meg, és tervezték a 4. albumot is, de a csapat végül úgy döntött, hogy leállítják a felvételt, és nem jelent meg az album.
A csapat feloszlása után Spencer produceri munkálatokat végzett, és zenei kiadványokat jelentetett meg, míg Weeks egy szólóalbumot jelentetett meg, mielőtt elhagyta a zeneipart.

## Videóklipek
- "Now Is Tomorrow" (rendezte Mike Owen)
- "Moira Jane's Café" rendezte Mark Kozelek
- "Child" rendezte Dani Jacobs

## Albumok
- Love and Life: A Journey With the Chameleons (1991) – UK #38,[4] AUS #97.[5]
- The Lick (1992)
- Experience (1996) – UK #97[4]

### Kislemezek
| Év                                                                    | Dal                             | Legjobb slágerlistás helyezés | Legjobb slágerlistás helyezés | Legjobb slágerlistás helyezés | Legjobb slágerlistás helyezés | Legjobb slágerlistás helyezés | Legjobb slágerlistás helyezés | Legjobb slágerlistás helyezés | Album                                        |
| Év                                                                    | Dal                             | UK                            | AUS                           | NED                           | NZ                            | SWE                           | SWI                           | US Dance                      | Album                                        |
| --------------------------------------------------------------------- | ------------------------------- | ----------------------------- | ----------------------------- | ----------------------------- | ----------------------------- | ----------------------------- | ----------------------------- | ----------------------------- | -------------------------------------------- |
| 1990                                                                  | "Now Is Tomorrow"               | 94                            | –                             | –                             | –                             | –                             | –                             | —                             | Love And Life: A Journey With The Chameleons |
| 1991                                                                  | "Wear Your Love Like Heaven"    | 17                            | 77                            | 38                            | –                             | 34                            | 28                            | 28                            | Love And Life: A Journey With The Chameleons |
| 1991                                                                  | "Now Is Tomorrow" (reissue)     | 46                            | 85                            | 77                            | –                             | –                             | –                             | 10                            | Love And Life: A Journey With The Chameleons |
| 1991                                                                  | "Dream Girl"                    | –                             | 178                           | –                             | –                             | –                             | –                             | —                             | Love And Life: A Journey With The Chameleons |
| 1992                                                                  | "Moira Jane's Café"             | 34                            | –                             | 50                            | –                             | –                             | –                             | 1                             | Love And Life: A Journey With The Chameleons |
| 1992                                                                  | "What Are You Under"            | 68                            | 116                           | –                             | 41                            | –                             | –                             | 4                             | The Lick                                     |
| 1992                                                                  | "Can I Get Over"                | 61                            | 106                           | –                             | –                             | –                             | –                             | —                             | The Lick                                     |
| 1995                                                                  | "Boom Boom"                     | 59                            | –                             | –                             | –                             | –                             | –                             | —                             | Experience                                   |
| 1995                                                                  | "Pass the Vibes"                | 23                            | 36                            | –                             | –                             | –                             | –                             | —                             | Experience                                   |
| 1996                                                                  | "Child"                         | 48                            | –                             | –                             | –                             | –                             | –                             | —                             | Experience                                   |
| 1997                                                                  | "Eccentric"                     | –                             | –                             | –                             | –                             | –                             | –                             | —                             | csak kislemezen                              |
| 1997                                                                  | "Outsider" (promo)              | –                             | –                             | –                             | –                             | –                             | –                             | —                             | csak kislemezen                              |
| 1998                                                                  | "Lipstick on My Collar" (promo) | –                             | –                             | –                             | –                             | –                             | –                             | —                             | csak kislemezen                              |
| "—" nem volt slágerlistás helyezés, vagy nem jelent meg az országban. |                                 |                               |                               |                               |                               |                               |                               |                               |                                              |